# Tudou
Tudou (chiń. 土豆网) – chiński serwis internetowy o charakterze platformy strumieniowej, umożliwiający udostępnianie treści wideo. Został założony w 2005 roku.
W 2012 roku Tudou zawarło porozumienie w sprawie fuzji z Youku.